# 忠義山
忠義山，舊名嗄嘮別山、小八里坌山，是台灣台北市北投區桃源里與新北市淡水區民生里交界處的一座山峰，標高233公尺。該山西北側為樹梅坑溪，東南側為貴子坑溪舊河道。
忠義山是大屯山西南餘脈的支稜，位於昔日大屯火山噴發熔岩流覆蓋的範圍之內。

## 登山步道
攀登忠義山原本有兩條路線：第一條為「楓丹白露步道」，登山口位於該山西南側的學園路底（中央北路四段30巷路口）；第二條為「忠義山步道」，登山口位於該山南側的中央北路四段18巷北投行天宮東側。兩條步道會合後續向北行約140公尺的步道右側不遠處即為略為平緩的山頂，立有三等三角點1102號基石。第二條步道距離會合點約40公尺處設有一座拓印台，其旁斜坡下不遠處另立有北市三角點12號基石。

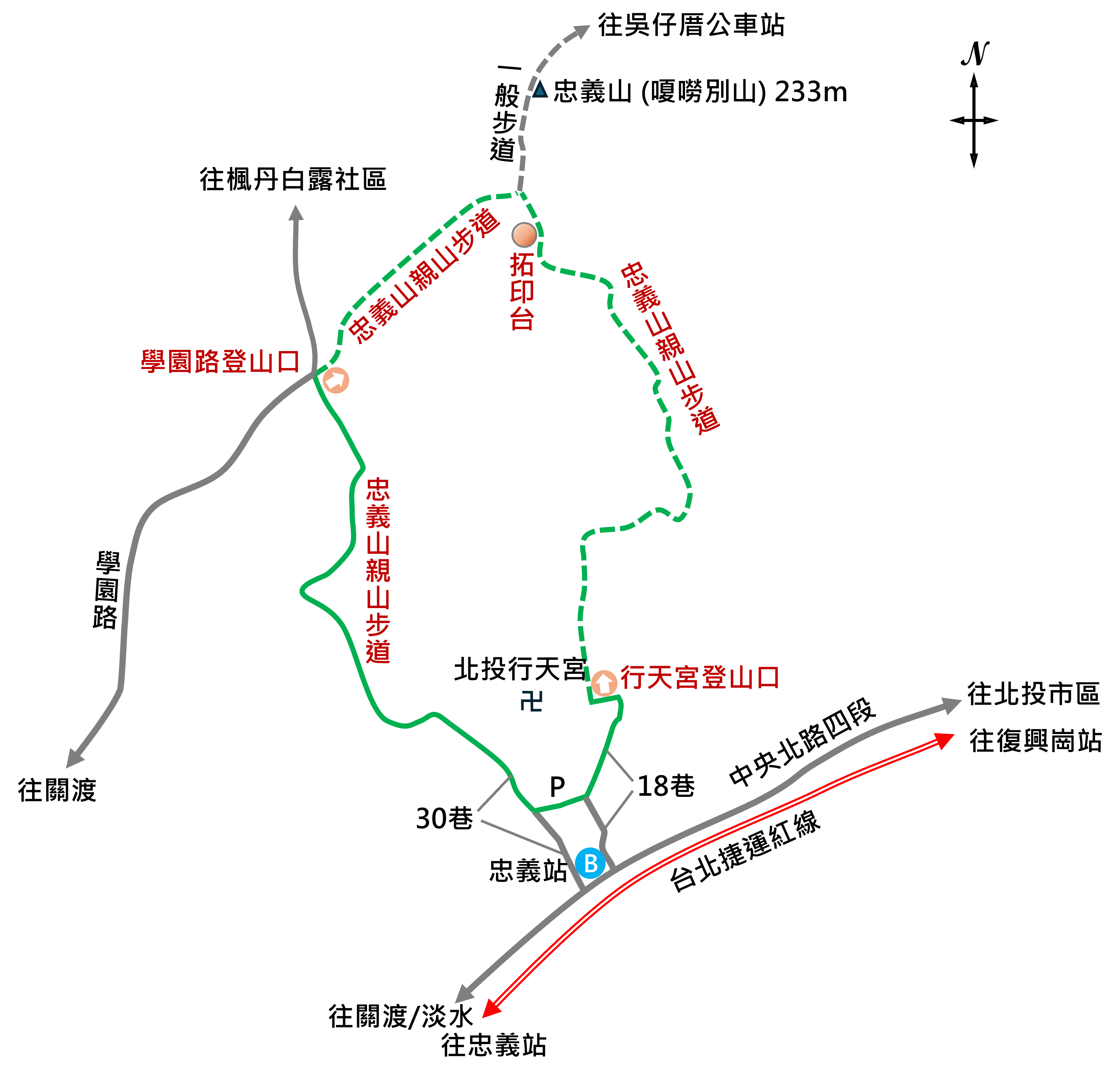
忠義山親山步道路線圖

臺北市政府推動「親山步道」政策時，將上述兩條步道合併，再加上連接學園路登山口與行天宮停車場西側的中央北路四段30巷、連接行天宮登山口與行天宮停車場東側的中央北路四段18巷（以上巷道為一般道路）及停車場內人行道，形成一條環狀步道系統，並改名為「忠義山親山步道」。
學園路、忠義山親山步道北段（自學園路登山口至兩條舊步道相會處，即舊楓丹白露步道）及通往吳仔厝公車站的一般步道，為臺北大縱走第一段（捷運關渡站至二子坪遊客服務站）當中的一部分。